# Urankar
Urankar je priimek več znanih Slovencev:
- Aleksander Urankar (1902 - 1956), pesnik, pisatelj (frančiškan, ZDA)
- Aleksander Urankar, mag. prava, sodnik
- Anže Urankar (*1997), kajakaš
- Bernarda Urankar, tehniška pedagoginja
- Damijana Urankar, kemičarka
- Danica Urankar (1950 - 1990?), atletinja
- David Urankar (*1985), televizijski voditelj in maneken, nekdanji športnik
- Irena Urankar, andragoginja (Maribor)
- Ivan Urankar (? - 1978), višji gozdarski tehnik
- Jože Urankar (1938 - 2021), težkoatlet, dvigovalec uteži
- Konstantin Urankar (1903 - 1976), frančiškanski pater
- Lea Bernik Urankar, psihosocialna delavka, psihoterapevtka
- Matija Urankar, odvetnik, Pravna mreža za varstvo demokracije
- Nejc Urankar, fotograf
- Pavle Urankar (1902 - 1991), zgodovinar, šolnik in strokovni pisec
- Rafko Urankar (*1968), jamar, areholog?
- Tjaša Urankar, košarkarica, vodja projekta "Knjigajmo migajmo"